# American Music Awards de 2013
O 41º American Music Awards foi realizado no dia 24 de novembro de 2013, no Nokia Theatre, em Los Angeles. A premiação reconheceu os artistas e álbuns mais populares de 2013. Foi transmitido ao vivo pela ABC e pela CTV, com substituição simultânea. As indicações foram anunciadas no dia 10 de outubro de 2013 por Kelly Clarkson e will.i.am. Macklemore & Ryan Lewis lideraram as indicações, com seis, seguidos por Taylor Swift e Justin Timberlake, com cinco. O programa foi apresentado por Pitbull.
Taylor Swift foi a maior vencedora da noite, com quatro vitórias, incluindo as de Artista do Ano, Artista Feminina Favorita de Pop/Rock, Artista Feminina Country Favorita e Álbum de Country Favorito. Justin Timberlake também ganhou três prêmios, Artista Masculino Favorito de Pop/Rock, Artista Masculino Favorito de Soul/R&B e Álbum Favorito de Soul/R&B.
Rihanna ganhou o primeiro Icon Award, além de ser a Artista Feminina Favorita de Soul/R&B.

## Apresentações
| Artista(s)                           | Canção(ões)                                                              |
| Abertura                             | Abertura                                                                 |
| ------------------------------------ | ------------------------------------------------------------------------ |
| Fifth Harmony                        | "Better Together"                                                        |
| Jesse McCartney                      | "Back Together"                                                          |
| Show Principal                       |                                                                          |
| Katy Perry                           | "Unconditionally"                                                        |
| One Direction                        | "Story of My Life"                                                       |
| Ariana Grande                        | "The Way" "Tattooed Heart"                                               |
| Imagine Dragons                      | "Demons" Radioactive"                                                    |
| Pitbull Kesha                        | "Timber"                                                                 |
| Justin Timberlake                    | "Drink You Away"                                                         |
| Florida Georgia Line Nelly           | "Cruise" "Ride wit Me"                                                   |
| Rihanna                              | "Diamonds"                                                               |
| Macklemore & Ryan Lewis Ray Dalton   | "Can't Hold Us"                                                          |
| Jennifer Lopez                       | Tributo a Celia Cruz: "Químbara" "Bemba Colorá" "La Vida Es Un Carnaval" |
| A Great Big World Christina Aguilera | "Say Something"                                                          |
| Kendrick Lamar                       | "Swimming Pools (Drank)" Poetic Justice"                                 |
| Lady Gaga R. Kelly                   | "Do What U Want"                                                         |
| Luke Bryan                           | "That's My Kind of Night"                                                |
| TLC Lil Mama                         | "Waterfalls"                                                             |
| Miley Cyrus                          | "Wrecking Ball"                                                          |

## Apresentadores[7]
- Taylor Swift - Apresentou o prêmio de Artista Masculino Favorito de Pop/Rock
- Emma Roberts - Anunciou One Direction
- Marc Anthony & Zoe Saldana - Apresentaram o prêmio de Artista Feminina Favorita de Soul/R&B
- Kristen Bell & Chris Daughtry - Apresentaram o prêmio de Álbum de Country Favorito
- Akon & Michael Bolton - Apresentaram o prêmio de Álbum de Rap/Hip-Hop Favorito
- Maia Mitchell & Naya Rivera - Anunciaram Pitbull e Kesha
- Dave Grohl & Joan Jett - Apresentaram o prêmio de Artista Alternativo Favorito
- Pitbull - Apresentou o prêmio de Artista Latino Favorito
- Heidi Klum - Anunciou Justin Timberlake
- Kelly Osbourne & Nicole Richie - Apresentaram o prêmio de Álbum de Pop/Rock Favorito
- The Ceremonies - Anunciou Florida Georgia Line e Nelly
- Daisy Fuentes & Juan Pablo Galavis - Apresentaram o prêmio Kohl de Novo Artista do Ano
- Bill Maher - Anunciou Rihanna
- Ciara & Paulina Gretzky - Apresentaram o prêmio de Artista Masculino Favorito de Soul/R&B
- Pitbull - Anunciou Macklemore & Ryan Lewis
- Fall Out Boy - Apresentou o prêmio de Artista Feminina Favorita de Country
- Alicia Silverstone & Nathan Fillion - Apresentou o prêmio de Single do Ano
- Sarah Silverman - Apresentou o prêmio de Álbum Favorito de Soul/R&B
- Jennifer Hudson - Anunciou A Great Big World e Christina Aguilera
- Austin Mahone & Kendall Jenner - Apresentou o prêmio de Artista Favorito de Electronic Dance Music (EDM)
- Jeremy Renner - Anunciou Lady Gaga e R. Kelly
- Jaimie Alexander & Andrew McCutchen - Apresentaram o prêmio de Artista Masculino Favorito de Country
- (Elenco de Shark Tank)  Kevin O’Leary, Daymond John, Robert Herjavec & Mark Cuban - Apresentaram o prêmio de Banda/Duo/Grupo Favorito de Pop/Rock
- Lady Antebellum - Anunciou Luke Bryan
- 2 Chainz & Jaden Smith - Anunciou Miley Cyrus
- Pitbull - Apresentou o prêmio de Artista do Ano

## Vencedores e nomeados

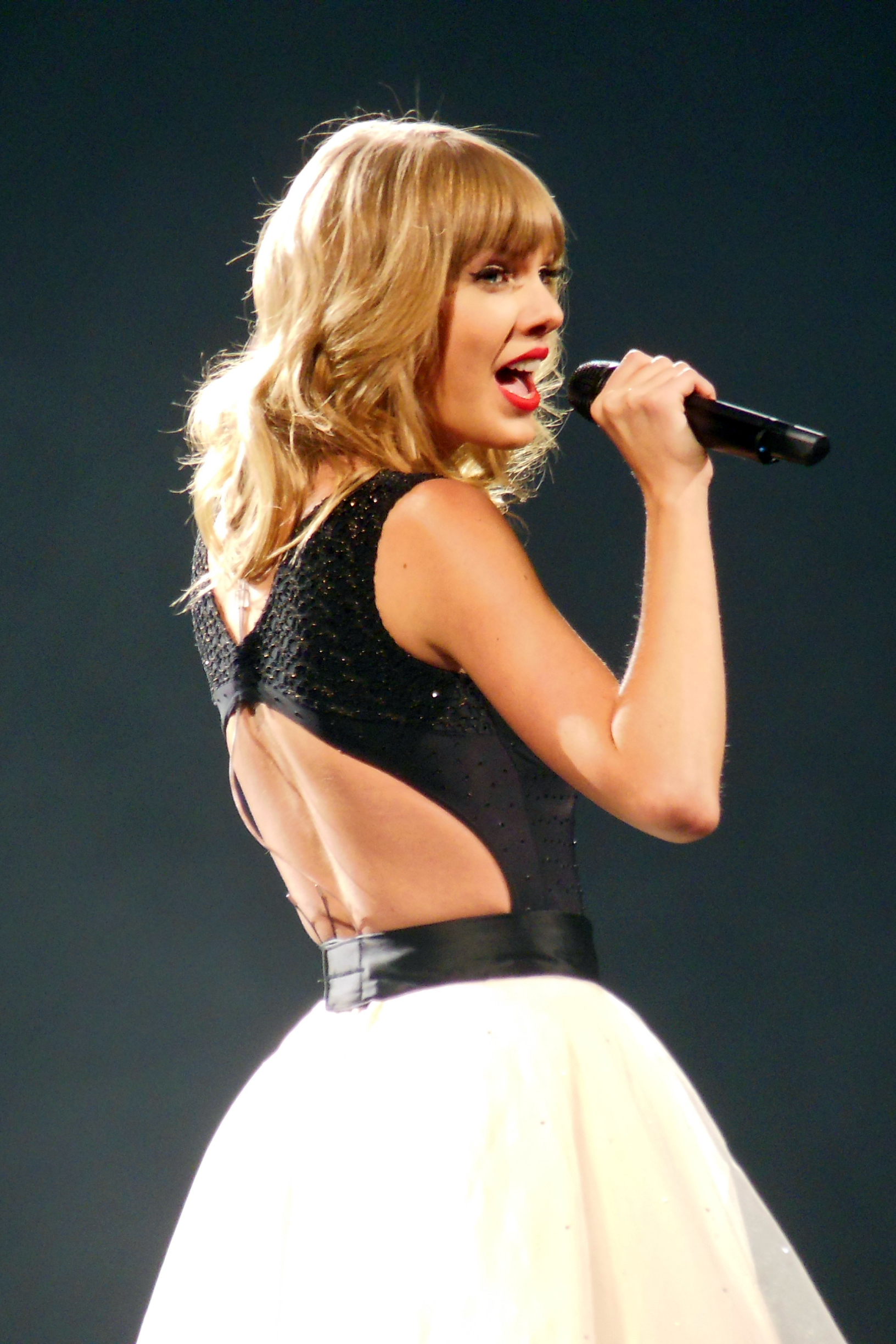
Taylor Swift ganhou o Prêmio de Melhor Artista Feminina de Country, pelo sexto ano consecutivo e foi a Artista do Ano pela terceira vez

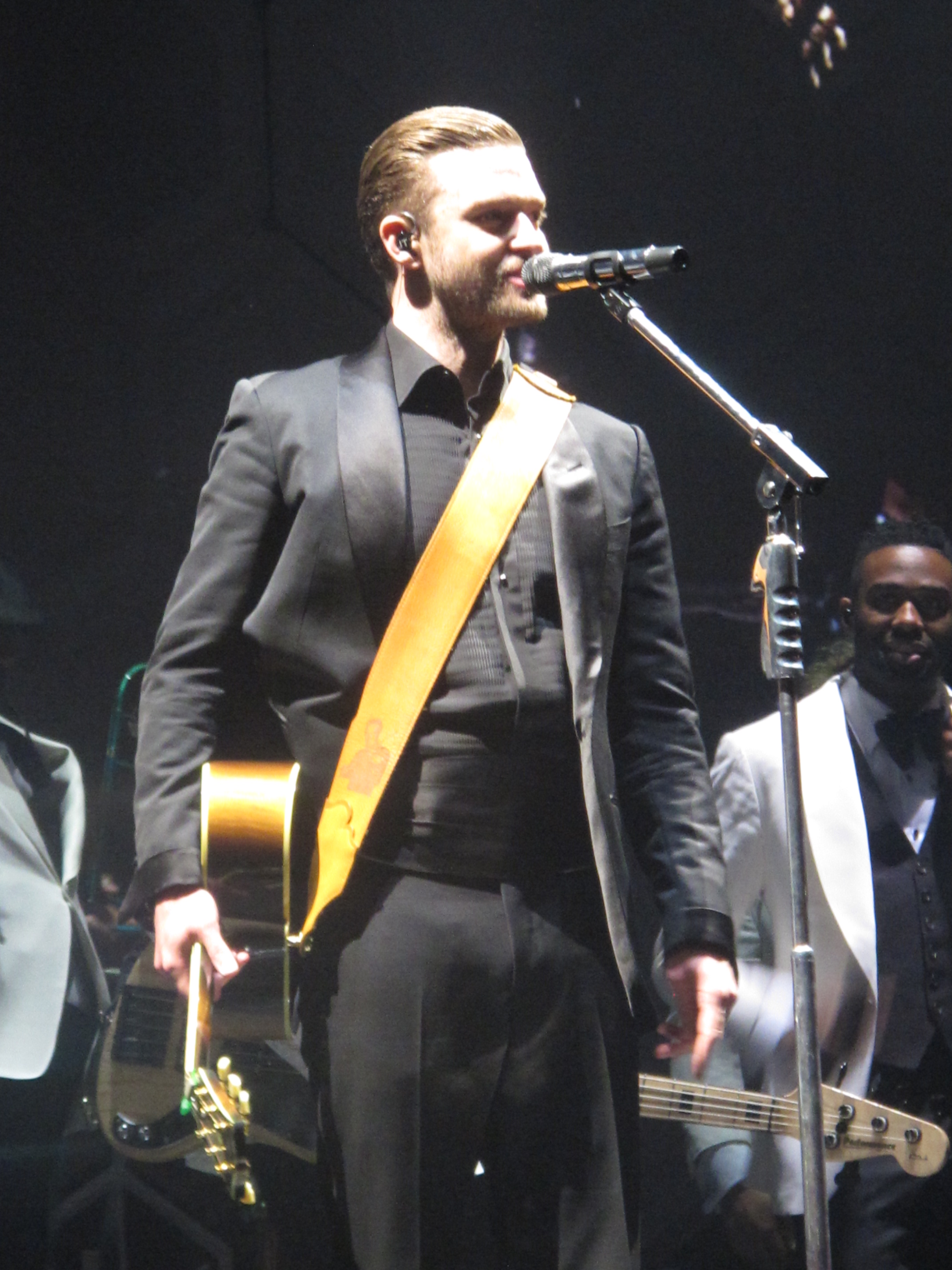
Justin Timberlake ganhou três prêmios, incluindo o de Artista Masculino Favorito de Pop/Rock

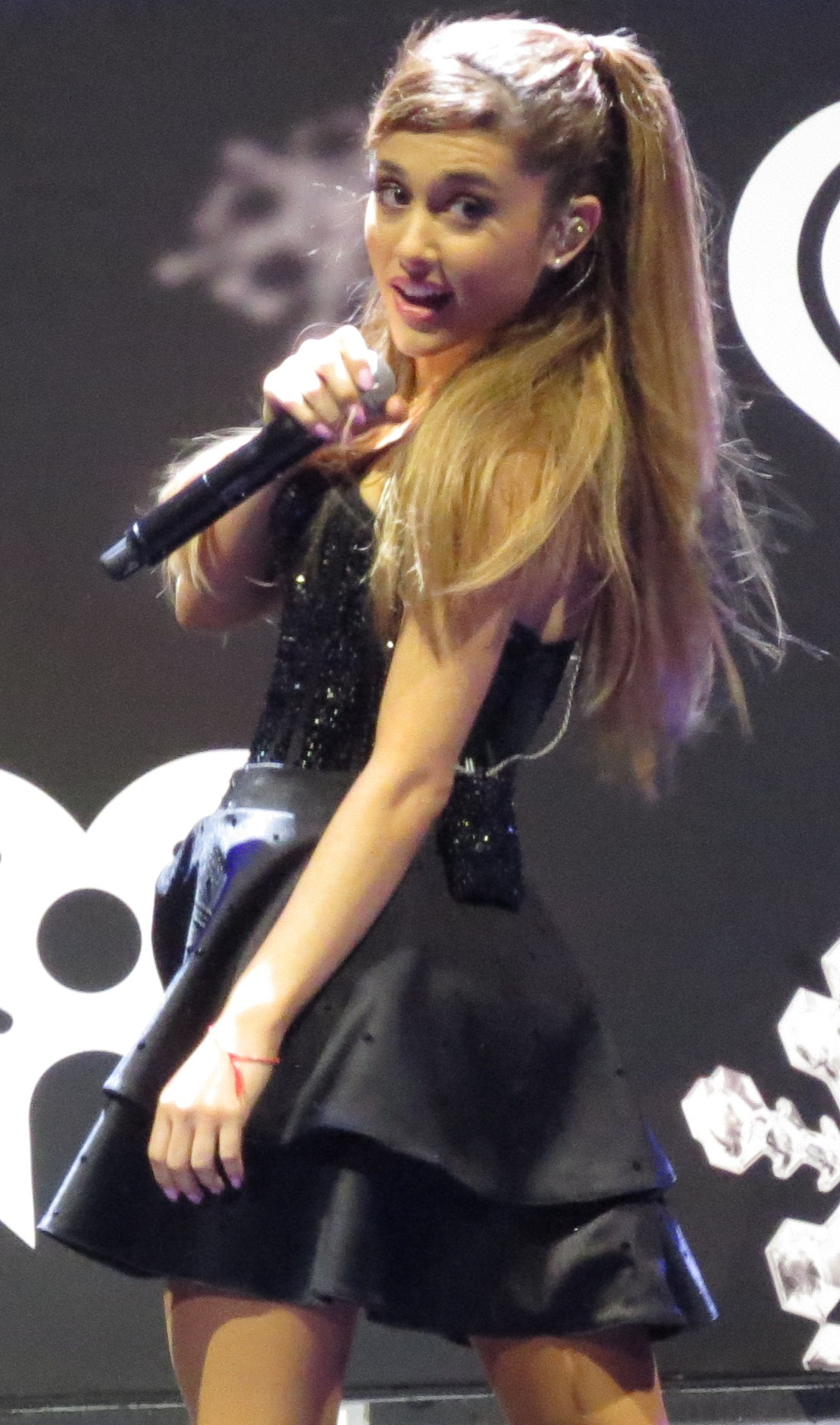
Ariana Grande ganhou o prêmio Kohl de Novo Artista do Ano

| Artista do Ano | Kohl de Novo Artista do Ano                                                                                         |
| --- | --- |
| - Macklemore & Ryan Lewis - Bruno Mars - Rihanna - Taylor Swift - Justin Timberlake                                                                                | - Florida Georgia Line - Ariana Grande - Imagine Dragons - Macklemore & Ryan Lewis - Phillip Phillips               |
| Artista Masculino Favorito de Pop/Rock | Artista Feminina Favorita de Pop/Rock                                                                               |
| - Bruno Mars - Robin Thicke - Justin Timberlake | - P!nk - Rihanna - Taylor Swift                                                                                     |
| Banda/Duo/Grupo Favorito de Pop/Rock | Álbum Favorito de Pop/Rock                                                                                          |
| - Imagine Dragons - Macklemore & Ryan Lewis - One Direction | - Take Me Home – One Direction - Red – Taylor Swift - The 20/20 Experience – Justin Timberlake                      |
| Artista Masculino Favorito de Country | Artista Feminina Favorita de Country                                                                                |
| - Luke Bryan - Hunter Hayes - Blake Shelton | - Miranda Lambert - Taylor Swift - Carrie Underwood                                                                 |
| Banda/Duo/Grupo Favorito de Country | Álbum Favorito de Country                                                                                           |
| - The Band Perry - Florida Georgia Line - Lady Antebellum | - Crash My Party – Luke Bryan - Here's to the Good Times – Florida Georgia Line - Red – Taylor Swift                |
| Artista Favorito de Rap/Hip-Hop | Álbum Favorito de Rap/Hip-Hop                                                                                       |
| - Jay-Z - Lil Wayne - Macklemore & Ryan Lewis | - Magna Carta... Holy Grail – Jay Z - Good Kid, M.A.A.D City – Kendrick Lamar - The Heist – Macklemore & Ryan Lewis |
| Artista Masculino Favorito de Soul/R&B | Artista Feminina Favorita de Soul/R&B                                                                               |
| - Miguel - Robin Thicke - Justin Timberlake | - Ciara - Rihanna - Alicia Keys                                                                                     |
| Álbum Favorito de Soul/R&B | Artista Alternativo Favorito                                                                                        |
| - Unapologetic – Rihanna - Blurred Lines – Robin Thicke - The 20/20 Experience – Justin Timberlake                                                                 | - Imagine Dragons - The Lumineers - Mumford & Sons                                                                  |
| Artista Adulto Contemporâneo Favorito | Artista Latino Favorito                                                                                             |
| - Maroon 5 - Bruno Mars - P!nk | - Marc Anthony - Prince Royce - Romeo Santos                                                                        |
| Artista Contemporâneo Inspirador Favorito | Artista Favorito de Electronic Dance Music (EDM)                                                                    |
| - tobyMac - Chris Tomlin - Matthew West | - Avicii - Daft Punk - Calvin Harris - Zedd                                                                         |
| Single do Ano | Melhor Trilha Sonora                                                                                                |
| - "Cruise" - Florida Georgia Line feat. Nelly - "Thrift Shop" - Macklemore & Ryan Lewis feat. Wanz - "Blurred Lines" - Robin Thicke feat. Pharrell Williams & T.I. | - The Great Gatsby – Vários artistas - Les Misérables – Vários artistas - Pitch Perfect – Vários artistas           |
| Icon Award 2013 | |
| - Rihanna | |